# Statistiche del Rally Dakar
Questa pagina descrive le statistiche del Rally Dakar.
Nelle varie tabelle sono indicati i record assoluti delle varie voci, dettagliate nelle apposite pagine.
Statistiche aggiornate a tutto il Rally Dakar 2025.

## Moto

### Piloti con più vittorie
| #  | Pilota               | Anno                               | Totale |
| -- | -------------------- | ---------------------------------- | ------ |
| 1  | Stéphane Peterhansel | 1991, 1992, 1993, 1995, 1997, 1998 | 6      |
| 2  | Cyril Neveu          | 1979, 1980, 1982, 1986, 1987       | 5      |
| 2  | Cyril Despres        | 2005, 2007, 2010, 2012, 2013       | 5      |
| 2  | Marc Coma            | 2006, 2009, 2011, 2014, 2015       | 5      |
| 5  | Edi Orioli           | 1988, 1990, 1994, 1996             | 4      |
| 6  | Richard Sainct       | 1999, 2000, 2003                   | 3      |
| 7  | Hubert Auriol        | 1981, 1983                         | 2      |
| 7  | Gaston Rahier        | 1984, 1985                         | 2      |
| 7  | Fabrizio Meoni       | 2001, 2002                         | 2      |
| 7  | Toby Price           | 2016, 2019                         | 2      |
| 7  | Sam Sunderland       | 2017, 2022                         | 2      |
| 7  | Kevin Benavides      | 2021, 2023                         | 2      |
| 7  | Ricky Brabec         | 2020, 2024                         | 2      |
| 12 | Gilles Lalay         | 1989                               | 1      |
| 12 | Nani Roma            | 2004                               | 1      |
| 12 | Matthias Walkner     | 2018                               | 1      |
| 12 | Daniel Sanders       |                                    |        |

### Piloti con più prove speciali vinte (no prologhi)
| #  | Pilota               | Totale |
| -- | -------------------- | ------ |
| 1  | Stéphane Peterhansel | 33     |
| 1  | Cyril Despres        | 33     |
| 3  | Joan Barreda         | 29     |
| 4  | Jordi Arcarons       | 27     |
| 5  | Marc Coma            | 25     |
| 6  | Hubert Auriol        | 24     |
| 7  | Alessandro de Petri  | 19     |
| 8  | Edi Orioli           | 17     |
| 8  | Gaston Rahier        | 17     |
| 10 | Toby Price           | 16     |

### Piloti con più prove speciali vinte in una singola edizione
| # | Pilota                   | Anno       | Totale |
| - | ------------------------ | ---------- | ------ |
| 1 | Hubert Auriol            | 1984       | 9      |
| 2 | Stéphane Peterhansel     | 1997       | 7      |
| 3 | Jordi Arcarons           | 1993, 1994 | 6      |
| 3 | Alessandro de Petri      | 1990       | 6      |
| 3 | Chuck Stearns            | 1985       | 6      |
| 6 | Heinz Kinigadner         | 1995       | 5      |
| 6 | Francisco López Contardo | 2013       | 5      |
| 6 | Joan Barreda             | 2014       | 5      |
| 6 | Toby Price               | 2016       | 5      |

### Costruttori con più vittorie
| # | Costruttore | Anni | Totale |
| - | ----------- | --- | ------ |
| 1 | KTM         | 2001, 2002, 2003, 2004, 2005, 2006, 2007, 2008, 2009, 2010, 2011, 2012, 2013, 2014, 2015, 2016, 2017, 2018, 2019, 2023, 2025 | 20     |
| 2 | Yamaha      | 1979, 1980, 1991, 1992, 1993, 1995, 1996, 1997, 1998                                                                         | 9      |
| 3 | Honda       | 1982, 1986, 1987, 1988, 1989, 2020, 2021, 2024                                                                               | 8      |
| 4 | BMW         | 1981, 1983, 1984, 1985, 1999, 2000                                                                                           | 6      |
| 5 | Cagiva      | 1990, 1994 | 2      |
| 6 | Gas Gas     | 2022 | 1      |

### Costruttori con più prove speciali vinte
| #  | Costruttore | Totale |
| -- | ----------- | ------ |
| 1  | KTM         | 244    |
| 2  | Yamaha      | 140    |
| 3  | Honda       | 112    |
| 4  | Cagiva      | 59     |
| 5  | BMW         | 48     |
| 6  | Husqvarna   | 14     |
| 7  | Suzuki      | 10     |
| 8  | Sherco      | 6      |
| 9  | Aprilia     | 5      |
| 9  | Gas Gas     | 5      |
| 9  | Hero        | 5      |
| 12 | Gilera      | 3      |
| 13 | Barigo      | 2      |
| 14 | Kawasaki    | 1      |

### Nazioni con più vittorie
| # | Nazione               | Totale |             |   |
| - | --------------------- | ------ | ----------- | - |
| 1 | Francia               | 22     |             |   |
| 2 | Italia                | 6      |             |   |
| 2 | Spagna                | 6      |             |   |
| 4 | Australia             | 3      |             |   |
| 5 | Belgio                | 2      | Regno Unito |   |
| 5 | Argentina             | 2      |             |   |
| 5 | Stati Uniti d'America | 2      |             |   |
| 5 | 9                     | 2      | Austria     | 1 |

## Quad

### Piloti con più vittorie
| # | Pilota               | Anni             | Totale |
| - | -------------------- | ---------------- | ------ |
| 1 | Marcos Patronelli    | 2010, 2013, 2016 | 3      |
| 1 | Ignacio Casale       | 2014, 2018, 2020 | 3      |
| 3 | Alejandro Patronelli | 2011, 2012       | 2      |
| 3 | Alexandre Giroud     | 2022, 2023       | 2      |
| 3 | Manuel Andújar       | 2021, 2024       | 2      |
| 6 | Josef Macháček       | 2009             | 1      |
| 6 | Rafał Sonik          | 2015             | 1      |
| 6 | Sergey Karyakin      | 2017             | 1      |
| 6 | Nicolás Cavigliasso  | 2019             | 1      |

### Piloti con più prove speciali vinte
| #  | Pilota               | Totale |
| -- | -------------------- | ------ |
| 1  | Ignacio Casale       | 23     |
| 2  | Marcos Patronelli    | 21     |
| 3  | Alexandre Giroud     | 16     |
| 4  | Nicolás Cavigliasso  | 12     |
| 5  | Marcelo Medeiros     | 11     |
| 5  | Manuel Andújar       | 11     |
| 7  | Alejandro Patronelli | 10     |
| 8  | Christophe Declerck  | 8      |
| 9  | Pablo Copetti        | 7      |
| 10 | Tomas Maffei         | 6      |
| 10 | Rafał Sonik          | 6      |
| 12 | Josef Macháček       | 5      |
| 12 | Sergey Karyakin      | 5      |
| 14 | Sebastian Halpern    | 4      |
| 14 | Jeremias González    | 4      |

### Piloti con più vittorie in una singola edizione
| # | Pilota               | Anno       | Totale |
| - | -------------------- | ---------- | ------ |
| 1 | Nicolás Cavigliasso  | 2019       | 9      |
| 2 | Ignacio Casale       | 2014       | 7      |
| 3 | Alexandre Giroud     | 2024       | 6      |
| 4 | Alejandro Patronelli | 2011       | 5      |
| 5 | Marcos Patronelli    | 2010, 2013 | 4      |
| 5 | Tomas Maffei         | 2012       | 4      |
| 5 | Alexandre Giroud     | 2021       | 4      |
| 5 | Marcelo Medeiros     | 2023       | 4      |

### Costruttori con più vittorie
| # | Costruttore | Anni                                                                                           | Totale |
| - | ----------- | ---------------------------------------------------------------------------------------------- | ------ |
| 1 | Yamaha      | 2009, 2010, 2011, 2012, 2013, 2014, 2015, 2016, 2017, 2018, 2019, 2020, 2021, 2022, 2023, 2024 | 16     |

### Costruttori con più prove speciali vinte
| # | Costruttore | Totale |
| - | ----------- | ------ |
| 1 | Yamaha      | 179    |
| 2 | Honda       | 10     |
| 3 | Polaris     | 5      |
| 3 | Can-Am      | 5      |
| 5 | E-ATV       | 3      |
| 6 | Suzuki      | 1      |
| 6 | Barren      | 1      |

### Nazioni con più vittorie
| # | Nazione         | Totale |
| - | --------------- | ------ |
| 1 | Argentina       | 8      |
| 2 | Cile            | 3      |
| 3 | Francia         | 2      |
| 4 | Repubblica Ceca | 1      |
| 4 | Polonia         | 1      |
| 4 | Russia          | 1      |

## Auto

### Piloti con più vittorie
| # | Pilota               | Anni                                           | Totale |
| - | -------------------- | ---------------------------------------------- | ------ |
| 1 | Stéphane Peterhansel | 2004, 2005, 2007, 2012, 2013, 2016, 2017, 2021 | 8      |
| 2 | Nasser Al-Attiyah    | 2011, 2015, 2019, 2022, 2023                   | 5      |
| 3 | Ari Vatanen          | 1987, 1989, 1990, 1991                         | 4      |
| 3 | Carlos Sainz         | 2010, 2018, 2020, 2024                         | 4      |
| 5 | René Metge           | 1981, 1984, 1986                               | 3      |
| 5 | Pierre Lartigue      | 1994, 1995, 1996                               | 3      |
| 7 | Jean-Louis Schlesser | 1999, 2000                                     | 2      |
| 7 | Hiroshi Masuoka      | 2002, 2023                                     | 2      |

### Piloti con più prove speciali vinte
| #  | Pilota               | Totale |
| -- | -------------------- | ------ |
| 1  | Ari Vatanen          | 50     |
| 1  | Stéphane Peterhansel | 50     |
| 1  | Nasser Al-Attiyah    | 50     |
| 4  | Carlos Sainz         | 42     |
| 5  | Jacky Ickx           | 29     |
| 6  | Sébastien Loeb       | 28     |
| 7  | Hiroshi Masuoka      | 25     |
| 8  | Jean-Pierre Fontenay | 24     |
| 9  | Pierre Lartigue      | 21     |
| 9  | Kenjiro Shinozuka    | 21     |
| 11 | Giniel de Villiers   | 18     |
| 12 | Bruno Saby           | 15     |
| 12 | Jean-Louis Schlesser | 15     |

### Piloti con più prove speciali vinte in una singola edizione
| #  | Pilota               | Anno                   | Totale |
| -- | -------------------- | ---------------------- | ------ |
| 1  | Pierre Lartigue      | 1994                   | 10     |
| 2  | Jacky Ickx           | 1984                   | 9      |
| 3  | Ari Vatanen          | 1989, 1990, 1992, 1996 | 7      |
| 3  | Jean-Louis Schlesser | 2001                   | 7      |
| 3  | Carlos Sainz         | 2011                   | 7      |
| 3  | Sébastien Loeb       | 2023                   | 7      |
| 7  | Hubert Auriol        | 1994                   | 6      |
| 7  | Stéphane Peterhansel | 2003                   | 6      |
| 7  | Nasser Al-Attiyah    | 2021                   | 6      |
| 10 | Nasser Al-Attiyah    | 2015                   | 5      |
| 10 | Sébastien Loeb       | 2017, 2024             | 5      |

### Costruttori con più vittorie
| #  | Costruttori | Anni                                                                   | Totale |
| -- | ----------- | ---------------------------------------------------------------------- | ------ |
| 1  | Mitsubishi  | 1985, 1992, 1993, 1997, 1998, 2001, 2002, 2003, 2004, 2005, 2006, 2007 | 12     |
| 2  | Peugeot     | 1987, 1988, 1989, 1990, 2016, 2017, 2018                               | 7      |
| 3  | Mini        | 2012, 2013, 2014, 2015, 2020, 2021                                     | 6      |
| 4  | Citroën     | 1991, 1994, 1995, 1996                                                 | 4      |
| 4  | Volkswagen  | 1980, 2009, 2010, 2011                                                 | 4      |
| 4  | Toyota      | 2019, 2022, 2023, 2025                                                 | 4      |
| 7  | Land Rover  | 1979, 1981                                                             | 2      |
| 7  | Porsche     | 1984, 1986                                                             | 2      |
| 7  | Schlesser   | 1999, 2000                                                             | 2      |
| 10 | Renault     | 1982                                                                   | 1      |
| 10 | Mercedes    | 1983                                                                   | 1      |
| 10 | Audi        | 2024                                                                   | 1      |

### Costruttori con più prove speciali vinte
| #  | Costruttori | Totale |
| -- | ----------- | ------ |
| 1  | Mitsubishi  | 150    |
| 2  | Peugeot     | 78     |
| 3  | Citroën     | 59     |
| 3  | Volkswagen  | 59     |
| 5  | Toyota      | 48     |
| 6  | Mini        | 43     |
| 7  | Land Rover  | 36     |
| 8  | Schlesser   | 30     |
| 9  | Porsche     | 21     |
| 9  | Nissan      | 21     |
| 11 | Lada        | 18     |
| 11 | Prodrive    | 18     |
| 13 | Mercedes    | 17     |
| 14 | BMW         | 13     |
| 15 | Audi        | 12     |
| 16 | Hummer      | 9      |
| 17 | Renault     | 8      |
| 18 | Opel        | 5      |
| 19 | Aixam       | 2      |
| 19 | SEAT        | 2      |
| 19 | Red Bull    | 2      |
| 19 | Ford        | 2      |
| 23 | FIAT        | 1      |
| 23 | Haval       | 1      |
| 23 | Subaru      | 1      |
| 23 | Gordini     | 1      |
| 23 | Century     | 1      |
| 23 | Dacia       | 1      |

### Nazioni con più vittorie
| # | Nazioni        | Totale |
| - | -------------- | ------ |
| 1 | Francia        | 23     |
| 2 | Finlandia      | 5      |
| 2 | Qatar          | 5      |
| 2 | Spagna         | 5      |
| 5 | Giappone       | 3      |
| 6 | Germania       | 2      |
| 7 | Belgio         | 1      |
| 7 | Sudafrica      | 1      |
| 7 | Arabia Saudita | 1      |

## Camion

### Piloti con più vittorie
| # | Piloti            | Anni                                     | Totale |
| - | ----------------- | ---------------------------------------- | ------ |
| 1 | Vladimir Chagin   | 2000, 2002, 2003, 2004, 2006, 2010, 2011 | 7      |
| 2 | Karel Loprais     | 1988, 1994, 1995, 1998, 1999, 2001       | 6      |
| 3 | Eduard Nikolaev   | 2010, 2013, 2017, 2018, 2019             | 5      |
| 4 | Georges Groine    | 1982, 1983                               | 2      |
| 4 | Francesco Perlini | 1992, 1993                               | 2      |
| 4 | Firdaus Kabirov   | 2005, 2009                               | 2      |
| 4 | Gerard de Rooy    | 2012, 2016                               | 2      |
| 4 | Andrey Karginov   | 2014, 2020                               | 2      |
| 4 | Dmitry Sotnikov   | 2021, 2022                               | 2      |
| 4 | Martin Macík Jr.  | 2024, 2025                               | 2      |

### Piloti con più prove speciali vinte
(dal 1999)
| #  | Piloti          | Totale |
| -- | --------------- | ------ |
| 1  | Vladimir Chagin | 63     |
| 2  | Firdaus Kabirov | 37     |
| 3  | Gerard de Rooy  | 33     |
| 4  | Eduard Nikolaev | 24     |
| 5  | Andrey Karginov | 21     |
| 6  | Hans Stacey     | 18     |
| 7  | Aleš Loprais    | 17     |
| 8  | Martin Macík    | 16     |
| 9  | Karel Loprais   | 16     |
| 10 | Dmitry Sotnikov | 15     |

### Piloti con più prove speciali vinte in una singola edizione
(dal 1999)
| # | Piloti           | Anno             | Totale |
| - | ---------------- | ---------------- | ------ |
| 1 | Vladimir Chagin  | 2010             | 9      |
| 2 | Karel Loprais    | 2001             | 8      |
| 3 | Vladimir Chagin  | 2002, 2006, 2011 | 7      |
| 4 | Firdaus Kabirov  | 2004             | 6      |
| 4 | Gerard de Rooy   | 2013             | 6      |
| 4 | Eduard Nikolaev  | 2015             | 6      |
| 4 | Martin Macík     | 2023             | 6      |
| 8 | Vladimir Chagin  | 2001             | 5      |
| 8 | Hans Stacey      | 2007             | 5      |
| 8 | Dmitry Sotnikov  | 2021, 2022       | 5      |
| 8 | Martin Macík Jr. | 2025             | 5      |
| 8 | Aleš Loprais     | 2025             | 5      |

### Costruttori con più vittorie
| # | Costruttori | Anni | Totale |
| - | ----------- | --- | ------ |
| 1 | Kamaz       | 1996, 2000, 2002, 2003, 2004, 2005, 2006, 2009, 2010, 2011, 2013, 2014, 2015, 2017, 2018, 2019, 2020, 2021, 2022 | 19     |
| 2 | Tatra       | 1988, 1994, 1995, 1998, 1999, 2001                                                                               | 6      |
| 3 | Mercedes    | 1982, 1983, 1984, 1985, 1986                                                                                     | 5      |
| 4 | Iveco       | 2012, 2016, 2023, 2024, 2025                                                                                     | 5      |
| 5 | Perlini     | 1990, 1991, 1992, 1993                                                                                           | 4      |
| 6 | Sonacome    | 1980 | 1      |
| 6 | ACMAT       | 1981 | 1      |
| 6 | DAF         | 1987 | 1      |
| 6 | Hino        | 1997 | 1      |
| 6 | MAN         | 2007 | 1      |

### Costruttori con più prove speciali vinte
(dal 1997)
| #  | Costruttori | Totale |
| -- | ----------- | ------ |
| 1  | Kamaz       | 178    |
| 2  | Iveco       | 72     |
| 3  | Tatra       | 43     |
| 4  | MAN         | 22     |
| 5  | DAF         | 16     |
| 6  | Hino        | 15     |
| 7  | GINAF       | 8      |
| 8  | Mitsubishi  | 6      |
| 8  | Renault     | 6      |
| 10 | Praga       | 4      |
| 10 | MAZ         | 4      |
| 12 | Mercedes    | 3      |

### Nazioni con più vittorie
| # | Nazioni     | Totale |
| - | ----------- | ------ |
| 1 | Russia      | 19     |
| 2 | Rep. Ceca   | 8      |
| 3 | Francia     | 5      |
| 3 | Paesi Bassi | 5      |
| 5 | Italia      | 4      |
| 6 | Germania    | 1      |
| 6 | Austria     | 1      |

## Generale

### Piloti con più vittorie
| Pilota               | Auto | Moto | Camion | Quad | Totali |
| -------------------- | ---- | ---- | ------ | ---- | ------ |
| Stéphane Peterhansel | 8    | 6    |        |      | 14     |
| Vladimir Čagin       |      |      | 7      |      | 7      |
| Karel Loprais        |      |      | 6      |      | 6      |
| Nasser Al-Attiyah    | 5    |      |        |      | 5      |
| Marc Coma            |      | 5    |        |      | 5      |
| Cyril Neveu          |      | 5    |        |      | 5      |
| Cyril Despres        |      | 5    |        |      | 5      |
| Ari Vatanen          | 4    |      |        |      | 4      |
| Carlos Sainz         | 4    |      |        |      | 4      |
| Edi Orioli           |      | 4    |        |      | 4      |
| Eduard Nikolaev      |      |      | 4      |      | 4      |
| Hubert Auriol        | 1    | 2    |        |      | 3      |
| René Metge           | 3    |      |        |      | 3      |
| Pierre Lartigue      | 3    |      |        |      | 3      |
| Richard Sainct       |      | 3    |        |      | 3      |
| Nani Roma            | 1    | 2    |        |      | 3      |
| Marcos Patronelli    |      |      |        | 3    | 3      |
| Jean-Louis Schlesser | 2    |      |        |      | 2      |
| Hiroshi Masuoka      | 2    |      |        |      | 2      |
| Gaston Rahier        |      | 2    |        |      | 2      |
| Fabrizio Meoni       |      | 2    |        |      | 2      |
| Toby Price           |      | 2    |        |      | 2      |
| Kevin Benavides      |      | 2    |        |      | 2      |
| Ricky Brabec         |      | 2    |        |      | 2      |
| Georges Groine       |      |      | 2      |      | 2      |
| Francesco Perlini    |      |      | 2      |      | 2      |
| Firdaus Kabirov      |      |      | 2      |      | 2      |
| Gérard de Rooy       |      |      | 2      |      | 2      |
| Andrej Karginov      |      |      | 2      |      | 2      |
| Alejandro Patronelli |      |      |        | 2    | 2      |
| Alexandre Giroud     |      |      |        | 2    | 2      |
| Manuel Andujar       |      |      |        | 2    | 2      |
| Martin Macík Jr.     |      |      | 2      |      | 2      |

### Costruttori con più vittorie
| Costruttore       | Auto         | Moto          | Camion       | Quad          | Totali |
| ----------------- | ------------ | ------------- | ------------ | ------------- | ------ |
| Yamaha            |              | 9 (4 cons.)   |              | 16 (16 cons.) | 25     |
| KTM               |              | 20 (18 cons.) |              |               | 20     |
| Kamaz             |              |               | 19 (6 cons.) |               | 19     |
| Mitsubishi        | 12 (7 cons.) |               |              |               | 12     |
| Honda             |              | 8 (3 cons.)   |              |               | 8      |
| Mercedes          | 1            |               | 5 (5 cons.)  |               | 6      |
| BMW               |              | 6             |              |               | 6      |
| Tatra             |              |               | 6            |               | 6      |
| Peugeot           | 6 (4 cons.)  |               |              |               | 6      |
| Iveco             |              |               | 5 (3 cons.)  |               | 5      |
| Volkswagen        | 4 (3 cons.)  |               |              |               | 4      |
| Citroën           | 4            |               |              |               | 4      |
| Perlini           |              |               | 4 (4 cons.)  |               | 4      |
| Mini              | 4 (cons.)    |               |              |               | 4      |
| Toyota            | 4 (2 cons.)  |               |              |               | 4      |
| Land Rover        | 2            |               |              |               | 2      |
| Schlesser-Renault | 2            |               |              |               | 2      |
| Porsche           | 2            |               |              |               | 2      |
| Cagiva            |              | 2             |              |               | 2      |
| Renault           | 1            |               |              |               | 1      |
| MAN               |              |               | 1            |               | 1      |
| DAF               |              |               | 1            |               | 1      |
| ALM/ACMAT         |              |               | 1            |               | 1      |
| Sonacome          |              |               | 1            |               | 1      |
| Hino              |              |               | 1            |               | 1      |
| Audi              | 1            |               |              |               | 1      |

### Eventi

#### Iscritti
- Maggior numero di iscritti (compresi 224 autovetture e camion di assistenza): 688 (2005)
- Maggior numero di iscritti (solo concorrenti): 603 (1988)
- Maggior numero di donne iscritte: 17 (2019)
- Minor numero di iscritti: 153 (1993)

#### Traguardi
- Maggior numero di piloti che hanno concluso la gara: 317 (2022) (446 se si includo gli iscritti nella categoria "Classic")
- Maggior percentuale di piloti che hanno concluso la gara: 77,51% (2017) (80,94% includendo gli iscritti alla categoria "Classic")
- Minor numero di piloti che hanno concluso la gara: 67 (1993)
- Minor percentuale di piloti che hanno concluso la gara: 20,58% (1986)

#### Lunghezza
- Evento più lungo: 15.000 km (1986)
- Evento più corto: 6.263 km (1981)

#### Paesi
- Evento con più Paesi coinvolti: 11 nel 1992 (Francia, Libia, Niger, Chad, Repubblica Centrafricana, Camerun, Gabon, Congo, Angola, Namibia, Sudafrica)
- Evento con meno Paesi coinvolti: 1 nel 2019 (Perù); nel 2020, 2021, 2022, 2023, 2024, 2025 (Arabia Saudita)

#### Distacchi
Maggior distacco tra il primo e l'ultimo classificato (dal 2009, causa impossibilità di trovare dati meno recenti)
| Classe  | Anno | Primo classificato       | Tempo    | Ultimo classificato | Tempo     | Distacco   |
| ------- | ---- | ------------------------ | -------- | ------------------- | --------- | ---------- |
| Moto    | 2022 | Sam Sunderland           | 38:47:30 | Juan Puga           | 203:59:47 | +165:12:17 |
| Quad    | 2014 | Ignacio Casale           | 68:28:04 | Eugenio Favre       | 155:25:31 | +86:57:27  |
| T3      | 2022 | Francisco López Contardo | 45:50:51 | Boris Gadasin       | 230:03:52 | +184:13:01 |
| T4      | 2018 | Reinaldo Varela          | 72:44:06 | Leo Larrauri        | 205:04:18 | +132:20:12 |
| Auto    | 2019 | Nasser Al-Attiyah        | 34:38:14 | Alex Aguirregaviria | 524:26:48 | +489:48:34 |
| Camion  | 2014 | Andrey Karginov          | 55:00:28 | Georges Ginesta     | 336:49:15 | +391:48:47 |
| Classic | 2021 | Marc Douton              | 961      | Ignacio Corcuera    | 307707    | +306746    |

#### Individuali
- Maggior percentuale di prove speciali vinte in una singola edizione: Seth Quintero con il 92,31% (12 su 13) nel 2022
- Maggior numero di podi senza mai vincere: Yoshimasa Sugawara con 7 podi (6x  e 1x )
- Maggior numero di partecipazioni: Yoshimasa Sugawara con 36 partecipazioni
- Maggior numero di partecipazioni consecutive: Yoshimasa Sugawara con 35 dal 1983 al 2019
- Maggior numero di traguardi raggiunti: Yoshimasa Sugawara con 29 traguardi
- Maggior numero di traguardi consecutivi: Giniel de Villiers con 16 dal 2009 al 2024
- Maggior numero di classi in cui si ha corso: Kees Koolen con 5 classi differenti (moto, quad, auto, camion, SSV)
- Concorrente più vecchio: Marcel Hugueny, 81 anni (1995)
- Rookie più vecchio: Graham Knight, 68 anni (2020)
- Vincitore più vecchio: Josef Macháček, 63 anni 10 mesi 2 giorni (2021)
- Concorrente più giovane: Mitchel van den Brink, 16 anni 357 giorni (2019)
- Più giovani vincitore di tappa: Eryk Goczał 18 anni 56 giorni (SS1, 2023)
- Più giovane a finire la Dakar: Mitchel van den Brink 17 anni 3 giorni (2019)
- Prima donna a vincere: Jutta Kleinschmidt (2001)
- Minor punteggio nella categoria Classic: 399 Serge Mogno (2022)
- Maggior punteggio nella categoria Classic: 307.707 Roberto Camporese (2021)
- Più punti di penalità nella categoria Classic: 87.420 Ignacio Corcuera (2021)

#### Veicoli
- Veicolo con più vittorie: Mitsubishi Pajero Evolution con 12 vittorie
- Costruttore con più vittorie: Kamaz con 19 vittorie
- Costruttori con più traguardi: Yamaha (moto), Honda (moto) e Toyota (auto) con un veicolo al traguardo in 44 eventi

## Paesi

### Numero di partenze
| # | Nazioni        | Anni | Totale |
| - | -------------- | --- | ------ |
| 1 | Francia        | 1979, 1980, 1981, 1982, 1983, 1984, 1985, 1986, 1987, 1988, 1989, 1990, 1991, 1992, 1993, 1994, 1998, 2001, 2002, 2003, 2004 | 21     |
| 2 | Argentina      | 2009, 2010, 2011, 2012, 2014, 2015, 2016                                                                                     | 7      |
| 3 | Arabia Saudita | 2020, 2021, 2022, 2023, 2024, 2025                                                                                           | 6      |
| 4 | Spagna         | 1995, 1996, 1999, 2005 | 4      |
| 5 | Portogallo     | 2006, 2007, 2008 | 3      |
| 5 | Perù           | 2013, 2018, 2019 | 3      |
| 7 | Senegal        | 1997, 2000 | 2      |
| 8 | Paraguay       | 2017 | 1      |

### Numero di traguardi
| # | Nazioni        | Anni | Totale |
| - | -------------- | --- | ------ |
| 1 | Senegal        | 1979, 1980, 1981, 1982, 1983, 1984, 1985, 1986, 1987, 1988, 1989, 1990, 1991, 1993, 1994, 1995, 1996, 1997, 1998, 1999, 2001, 2002, 2004, 2005, 2006, 2007 | 26     |
| 2 | Argentina      | 2009, 2010, 2011, 2015, 2016, 2017, 2018 | 7      |
| 3 | Arabia Saudita | 2020, 2021, 2022, 2023, 2024, 2025 | 6      |
| 4 | Egitto         | 2000, 2003 | 2      |
| 4 | Cile           | 2013, 2014 | 2      |
| 6 | Sudafrica      | 1992 | 1      |
| 6 | Francia        | 1994 | 1      |
| 6 | Perù           | 2019 | 1      |

### Numero di presenze
| #  | Nazioni            | Totale |
| -- | ------------------ | ------ |
| 1  | Senegal            | 27     |
| 2  | Mali               | 22     |
| 3  | Francia            | 21     |
| 4  | Mauritania         | 20     |
| 5  | Niger              | 14     |
| 6  | Marocco            | 12     |
| 6  | Spagna             | 12     |
| 8  | Algeria            | 10     |
| 8  | Argentina          | 10     |
| 10 | Burkina Faso       | 7      |
| 10 | Cile               | 7      |
| 12 | Libia              | 6      |
| 12 | Guinea             | 6      |
| 12 | Arabia Saudita     | 6      |
| 15 | Bolivia            | 5      |
| 16 | Perù               | 4      |
| 17 | Costa d'Avorio     | 3      |
| 18 | Egitto             | 2      |
| 18 | Portogallo         | 2      |
| 18 | Ciad               | 2      |
| 18 | Tunisia            | 2      |
| 22 | Sudafrica          | 1      |
| 22 | Angola             | 1      |
| 22 | Camerun            | 1      |
| 22 | Gabon              | 1      |
| 22 | RD del Congo       | 1      |
| 22 | Namibia            | 1      |
| 22 | Rep. Centrafricana | 1      |
| 22 | Sierra Leone       | 1      |
| 22 | Paraguay           | 1      |

### Annotazioni
1. ↑  comprese quelle vinte con BRX
2. ↑  cons. = vittorie consecutive
3. ↑  La categoria quad è monomarca Yamaha.

### Fonti
1. ↑   Retrospective 1979-2009 (PDF), su dakar.com. URL consultato il 7 febbraio 2018 (archiviato dall'url originale il 14 giugno 2013).
2. ↑   Historic Book (PDF), su storage.googleapis.com, Dakar. URL consultato il 23 gennaio 2023.
3. ↑   The Odyssey Historic Book (PDF), su netstorage.lequipe.fr, Dakar. URL consultato il 7 febbraio 2018.
4. ↑   Rankings, su dakar.com, Dakar. URL consultato il 7 febbraio 2018.